# Groupe F du Championnat d'Europe de football 2016
Navigation
- A
- B
- C
- D
- E
- F

- 1/8e
- 1/4
- 1/2
- Finale

Le groupe F de l'Euro 2016, qui se dispute en France du 10 juin au 10 juillet 2016, comprend quatre équipes dont les deux premières se qualifient et peut être la troisième (si elle fait partie des quatre meilleurs troisièmes) pour les huitièmes de finale de la compétition.
Le tirage au sort est effectué le 12 décembre 2015 à Paris.
Le premier de ce groupe affronte le deuxième du groupe E et le deuxième de ce groupe affronte le deuxième du groupe B.

## Description du groupe
Le Portugal semble grand favori de ce groupe F, finissant premier de ses éliminatoires avec une seule défaite dans un groupe plutôt faible (il aurait terminé deuxième avec trois défaites si les matches face à la France avaient été comptabilisés). L'Autriche, qualifiée directement pour l'Euro en ayant terminé première de son groupe en éliminatoire, vise logiquement une qualification pour le tour suivant. La Hongrie fait office d'outsider, après avoir éliminé la Norvège en barrage. L'Islande a terminé seconde de ses éliminatoires et s'est qualifiée pour la première fois dans une compétition internationale. Le premier match de ce groupe opposera l'Autriche à la Hongrie.

## Classement
| Rang | Équipe   | Pts | J | G | N | P | Bp | Bc | Diff |
| ---- | -------- | --- | - | - | - | - | -- | -- | ---- |
| 1    | Hongrie  | 5   | 3 | 1 | 2 | 0 | 6  | 4  | +2   |
| 2    | Islande  | 5   | 3 | 1 | 2 | 0 | 4  | 3  | +1   |
| 3    | Portugal | 3   | 3 | 0 | 3 | 0 | 4  | 4  | 0    |
| 4    | Autriche | 1   | 3 | 0 | 1 | 2 | 1  | 4  | -3   |

     Équipes directement qualifiées ;      Équipe qualifiée en tant que meilleure 3e ; Pts : points ; J : matchs joués ; G : matchs gagnés ; N : matchs nuls ; P : matchs perdus ;

Bp : buts pour ; Bc : buts contre ; Diff : différence de buts.

## Matchs

### Autriche - Hongrie
| Match 11                                             | Autriche | 0 - 2   | Hongrie                                             | Matmut Atlantique, Bordeaux                     |                                                 |
| 14 juin 2016 · 18 h CEST · Historique des rencontres |          | (0 - 0) | 62e Szalai (Kleinheisler ) · 87e Stieber (Priskin ) | Spectateurs : 34 424 Arbitrage : Clément Turpin | Spectateurs : 34 424 Arbitrage : Clément Turpin |
| 14 juin 2016 · 18 h CEST · Historique des rencontres | Rapport  |         |                                                     | Spectateurs : 34 424 Arbitrage : Clément Turpin | Spectateurs : 34 424 Arbitrage : Clément Turpin |

| Autriche | Hongrie |

| Autriche :      |    |                       |          |     |
|                 |    |                       |          |     |
| Gardien de but  | 1  | Robert Almer          |          |     |
|                 | 3  | Aleksandar Dragović   | 33e, 66e |     |
|                 | 4  | Martin Hinteregger    |          |     |
|                 | 5  | Christian Fuchs       |          |     |
|                 | 7  | Marko Arnautović      |          |     |
|                 | 8  | David Alaba           |          |     |
|                 | 10 | Zlatko Junuzović      |          | 59e |
|                 | 11 | Martin Harnik         |          | 77e |
|                 | 14 | Julian Baumgartlinger |          |     |
|                 | 17 | Florian Klein         |          |     |
|                 | 21 | Marc Janko            |          | 65e |
| Remplaçants :   |    |                       |          |     |
|                 | 20 | Marcel Sabitzer       |          | 59e |
|                 | 9  | Rubin Okotie          |          | 65e |
|                 | 18 | Alessandro Schöpf     |          | 77e |
| Sélectionneur : |    |                       |          |     |
| Marcel Koller   |    |                       |          |     |

| Hongrie :       |    |                     |     |     |
|                 |    |                     |     |     |
| Gardien de but  | 1  | Gábor Király        |     |     |
|                 | 2  | Ádám Lang           |     |     |
|                 | 4  | Tamás Kádár         |     |     |
|                 | 5  | Attila Fiola        |     |     |
|                 | 7  | Balázs Dzsudzsák    |     |     |
|                 | 8  | Ádám Nagy           |     |     |
|                 | 9  | Ádám Szalai         |     | 69e |
|                 | 10 | Zoltán Gera         |     |     |
|                 | 11 | Krisztián Németh    | 80e | 89e |
|                 | 15 | László Kleinheisler |     | 80e |
|                 | 20 | Richárd Guzmics     |     |     |
| Remplaçants :   |    |                     |     |     |
|                 | 19 | Tamás Priskin       |     | 69e |
|                 | 18 | Zoltán Stieber      |     | 80e |
|                 | 16 | Ádám Pintér         |     | 89e |
| Sélectionneur : |    |                     |     |     |
| Bernd Storck    |    |                     |     |     |

| Assistants : Frédéric Cano Nicolas Danos Quatrième arbitre : Jesús Gil Manzano Arbitres assistants additionnels : Benoît Bastien Fredy Fautrel Homme du match : László Kleinheisler |

### Portugal - Islande
| Match 12                                             | Portugal          | 1 - 1   | Islande                         | Stade Geoffroy-Guichard, Saint-Étienne        |                                               |
| 14 juin 2016 · 21 h CEST · Historique des rencontres | ( Gomes) Nani 31e | (1 - 0) | 50e B. Bjarnason (Guðmundsson ) | Spectateurs : 38 742 Arbitrage : Cüneyt Çakır | Spectateurs : 38 742 Arbitrage : Cüneyt Çakır |
| 14 juin 2016 · 21 h CEST · Historique des rencontres | Rapport           |         |                                 | Spectateurs : 38 742 Arbitrage : Cüneyt Çakır | Spectateurs : 38 742 Arbitrage : Cüneyt Çakır |

| Portugal | Islande |

| Portugal :      |    |                   |  |     |
|                 |    |                   |  |     |
| Gardien de but  | 1  | Rui Patrício      |  |     |
|                 | 3  | Pepe              |  |     |
|                 | 5  | Raphaël Guerreiro |  |     |
|                 | 6  | Ricardo Carvalho  |  |     |
|                 | 7  | Cristiano Ronaldo |  |     |
|                 | 8  | João Moutinho     |  | 71e |
|                 | 10 | João Mário        |  | 76e |
|                 | 11 | Vieirinha         |  |     |
|                 | 13 | Danilo            |  |     |
|                 | 15 | André Gomes       |  | 84e |
|                 | 17 | Nani              |  |     |
| Remplaçants :   |    |                   |  |     |
|                 | 16 | Renato Sanches    |  | 71e |
|                 | 20 | Ricardo Quaresma  |  | 76e |
|                 | 9  | Éder              |  | 84e |
| Sélectionneur : |    |                   |  |     |
| Fernando Santos |    |                   |  |     |

| Islande :                            |    |                     |       |     |
|                                      |    |                     |       |     |
| Gardien de but                       | 1  | Hannes Halldórsson  |       |     |
|                                      | 2  | Birkir Sævarsson    |       |     |
|                                      | 6  | Ragnar Sigurðsson   |       |     |
|                                      | 7  | Jóhann Guðmundsson  |       | 90e |
|                                      | 8  | Birkir Bjarnason    | 55e   |     |
|                                      | 9  | Kolbeinn Sigþórsson |       | 81e |
|                                      | 10 | Gylfi Sigurðsson    |       |     |
|                                      | 14 | Kári Árnason        |       |     |
|                                      | 15 | Jón Böðvarsson      |       |     |
|                                      | 17 | Aron Gunnarsson     |       |     |
|                                      | 23 | Ari Skúlason        |       |     |
| Remplaçants :                        |    |                     |       |     |
|                                      | 11 | Alfreð Finnbogason  | 90+4e | 81e |
|                                      | 18 | Teddy Bjarnason     |       | 90e |
| Sélectionneurs :                     |    |                     |       |     |
| Lars Lagerbäck & Heimir Hallgrímsson |    |                     |       |     |

| Assistants : Bahattin Duran Tarık Ongun Quatrième arbitre : Carlos del Cerro Grande Arbitres assistants additionnels : Hüseyin Göçek Barış Şimşek Homme du match : Nani |

### Islande - Hongrie
| Match 23                                             | Islande                  | 1 - 1   | Hongrie             | Stade Vélodrome, Marseille                         |                                                    |
| 18 juin 2016 · 18 h CEST · Historique des rencontres | G. Sigurðsson 40e (pen.) | (1 - 0) | 88e (csc) Sævarsson | Spectateurs : 60 842 Arbitrage : Sergueï Karassiov | Spectateurs : 60 842 Arbitrage : Sergueï Karassiov |
| 18 juin 2016 · 18 h CEST · Historique des rencontres | Rapport                  |         |                     | Spectateurs : 60 842 Arbitrage : Sergueï Karassiov | Spectateurs : 60 842 Arbitrage : Sergueï Karassiov |

| Islande | Hongrie |

| Islande :                            |    |                     |     |     |
|                                      |    |                     |     |     |
| Gardien de but                       | 1  | Hannes Halldórsson  |     |     |
|                                      | 2  | Birkir Sævarsson    | 77e |     |
|                                      | 6  | Ragnar Sigurðsson   |     |     |
|                                      | 7  | Jóhann Guðmundsson  | 42e |     |
|                                      | 8  | Birkir Bjarnason    |     |     |
|                                      | 9  | Kolbeinn Sigþórsson |     | 84e |
|                                      | 10 | Gylfi Sigurðsson    |     |     |
|                                      | 14 | Kári Árnason        |     |     |
|                                      | 15 | Jón Böðvarsson      |     | 69e |
|                                      | 17 | Aron Gunnarsson     |     | 65e |
|                                      | 23 | Ari Skúlason        |     |     |
| Remplaçants :                        |    |                     |     |     |
|                                      | 20 | Emil Hallfreðsson   |     | 65e |
|                                      | 11 | Alfreð Finnbogason  | 75e | 69e |
|                                      | 22 | Eiður Guðjohnsen    |     | 84e |
| Sélectionneurs :                     |    |                     |     |     |
| Lars Lagerbäck & Heimir Hallgrímsson |    |                     |     |     |

| Hongrie :       |    |                     |     |     |
|                 |    |                     |     |     |
| Gardien de but  | 1  | Gábor Király        |     |     |
|                 | 2  | Ádám Lang           |     |     |
|                 | 4  | Tamás Kádár         | 81e |     |
|                 | 7  | Balázs Dzsudzsák    |     |     |
|                 | 8  | Ádám Nagy           | 91e |     |
|                 | 10 | Zoltán Gera         |     |     |
|                 | 15 | László Kleinheisler | 83e |     |
|                 | 18 | Zoltán Stieber      |     | 66e |
|                 | 19 | Tamás Priskin       |     | 66e |
|                 | 20 | Richárd Guzmics     |     |     |
|                 | 23 | Roland Juhász       |     | 84e |
| Remplaçants :   |    |                     |     |     |
|                 | 17 | Nemanja Nikolić     |     | 66e |
|                 | 13 | Dániel Böde         |     | 66e |
|                 | 9  | Ádám Szalai         |     | 84e |
| Sélectionneur : |    |                     |     |     |
| Bernd Storck    |    |                     |     |     |

| Assistants : Nikolaï Goloubev Tikhon Kalouguine Quatrième arbitre : Alexeï Koulbakov Arbitres assistants additionnels : Sergueï Lapotchkine Sergueï Ivanov Homme du match : Kolbeinn Sigþórsson |

### Portugal - Autriche
| Match 24                                             | Portugal | 0 - 0   | Autriche | Parc des Princes, Paris                         |                                                 |
| 18 juin 2016 · 21 h CEST · Historique des rencontres |          | (0 - 0) |          | Spectateurs : 44 291 Arbitrage : Nicola Rizzoli | Spectateurs : 44 291 Arbitrage : Nicola Rizzoli |
| 18 juin 2016 · 21 h CEST · Historique des rencontres | Rapport  |         |          | Spectateurs : 44 291 Arbitrage : Nicola Rizzoli | Spectateurs : 44 291 Arbitrage : Nicola Rizzoli |

| Portugal | Autriche |

| Portugal :      |    |                   |     |     |
|                 |    |                   |     |     |
| Gardien de but  | 1  | Rui Patrício      |     |     |
|                 | 3  | Pepe              | 40e |     |
|                 | 5  | Raphaël Guerreiro |     |     |
|                 | 6  | Ricardo Carvalho  |     |     |
|                 | 7  | Cristiano Ronaldo |     |     |
|                 | 8  | João Moutinho     |     |     |
|                 | 11 | Vieirinha         |     |     |
|                 | 14 | William Carvalho  |     |     |
|                 | 15 | André Gomes       |     | 83e |
|                 | 17 | Nani              |     | 89e |
|                 | 20 | Ricardo Quaresma  | 31e | 71e |
| Remplaçants :   |    |                   |     |     |
|                 | 10 | João Mário        |     | 71e |
|                 | 9  | Éder              |     | 83e |
|                 | 18 | Rafa Silva        |     | 89e |
| Sélectionneur : |    |                   |     |     |
| Fernando Santos |    |                   |     |     |

| Autriche :      |    |                       |     |     |
|                 |    |                       |     |     |
| Gardien de but  | 1  | Robert Almer          |     |     |
|                 | 4  | Martin Hinteregger    | 78e |     |
|                 | 5  | Christian Fuchs       | 60e |     |
|                 | 6  | Stefan Ilsanker       |     | 87e |
|                 | 7  | Marko Arnautović      |     |     |
|                 | 8  | David Alaba           |     | 65e |
|                 | 11 | Martin Harnik         | 47e |     |
|                 | 14 | Julian Baumgartlinger |     |     |
|                 | 15 | Sebastian Prödl       |     |     |
|                 | 17 | Florian Klein         |     |     |
|                 | 20 | Marcel Sabitzer       |     | 85e |
| Remplaçants :   |    |                       |     |     |
|                 | 18 | Alessandro Schöpf     | 86e | 65e |
|                 | 19 | Lukas Hinterseer      |     | 85e |
|                 | 16 | Kevin Wimmer          |     | 87e |
| Sélectionneur : |    |                       |     |     |
| Marcel Koller   |    |                       |     |     |

| Assistants : Elenito Di Liberatore Mauro Tonolini Quatrième arbitre : Alexandru Tudor Arbitres assistants additionnels : Daniele Orsato Antonio Damato Homme du match : João Moutinho |

### Islande - Autriche
| Match 33                                             | Islande                                                         | 2 - 1   | Autriche   | Stade de France, Saint-Denis                      |                                                   |
| 22 juin 2016 · 18 h CEST · Historique des rencontres | ( Árnason) Böðvarsson 18e · ( Teddy Bjarnason) Traustason 90+4e | (1 - 0) | 60e Schöpf | Spectateurs : 68 714 Arbitrage : Szymon Marciniak | Spectateurs : 68 714 Arbitrage : Szymon Marciniak |
| 22 juin 2016 · 18 h CEST · Historique des rencontres | Rapport                                                         |         |            | Spectateurs : 68 714 Arbitrage : Szymon Marciniak | Spectateurs : 68 714 Arbitrage : Szymon Marciniak |

| Islande | Autriche |

| Islande :                            |    |                     |     |     |
|                                      |    |                     |     |     |
| Gardien de but                       | 1  | Hannes Halldórsson  | 82e |     |
|                                      | 2  | Birkir Sævarsson    |     |     |
|                                      | 6  | Ragnar Sigurðsson   |     |     |
|                                      | 7  | Jóhann Guðmundsson  |     | 86e |
|                                      | 8  | Birkir Bjarnason    |     |     |
|                                      | 9  | Kolbeinn Sigþórsson | 51e | 80e |
|                                      | 10 | Gylfi Sigurðsson    |     |     |
|                                      | 14 | Kári Árnason        | 78e |     |
|                                      | 15 | Jón Böðvarsson      |     | 71e |
|                                      | 17 | Aron Gunnarsson     |     |     |
|                                      | 23 | Ari Skúlason        | 36e |     |
| Remplaçants :                        |    |                     |     |     |
|                                      | 18 | Teddy Bjarnason     |     | 71e |
|                                      | 21 | Arnór Traustason    |     | 80e |
|                                      | 5  | Sverrir Ingason     |     | 86e |
| Sélectionneurs :                     |    |                     |     |     |
| Lars Lagerbäck & Heimir Hallgrímsson |    |                     |     |     |

| Autriche :      |    |                       |     |     |
|                 |    |                       |     |     |
| Gardien de but  | 1  | Robert Almer          |     |     |
|                 | 3  | Aleksandar Dragović   |     |     |
|                 | 4  | Martin Hinteregger    |     |     |
|                 | 5  | Christian Fuchs       |     |     |
|                 | 6  | Stefan Ilsanker       |     | 46e |
|                 | 7  | Marko Arnautović      |     |     |
|                 | 8  | David Alaba           |     |     |
|                 | 14 | Julian Baumgartlinger |     |     |
|                 | 15 | Sebastian Prödl       |     | 46e |
|                 | 17 | Florian Klein         |     |     |
|                 | 20 | Marcel Sabitzer       |     | 78e |
| Remplaçants :   |    |                       |     |     |
|                 | 18 | Alessandro Schöpf     |     | 46e |
|                 | 21 | Marc Janko            | 70e | 46e |
|                 | 22 | Jakob Jantscher       |     | 78e |
| Sélectionneur : |    |                       |     |     |
| Marcel Koller   |    |                       |     |     |

| Assistants : Paweł Sokolnicki Tomasz Listkiewicz Quatrième arbitre : Mark Clattenburg Arbitres assistants additionnels : Paweł Raczkowski Tomasz Musiał Homme du match : Kári Árnason |

### Hongrie - Portugal
| Match 34                                             | Hongrie                      | 3 - 3   | Portugal                                                                  | Parc Olympique lyonnais, Décines-Charpieu        |                                                  |
| 22 juin 2016 · 18 h CEST · Historique des rencontres | Gera 19e · Dzsudzsák 47e 55e | (1 - 1) | 42e Nani (Ronaldo ) · 50e Ronaldo (João Mário ) · 62e Ronaldo (Quaresma ) | Spectateurs : 55 514 Arbitrage : Martin Atkinson | Spectateurs : 55 514 Arbitrage : Martin Atkinson |
| 22 juin 2016 · 18 h CEST · Historique des rencontres | Rapport                      |         |                                                                           | Spectateurs : 55 514 Arbitrage : Martin Atkinson | Spectateurs : 55 514 Arbitrage : Martin Atkinson |

| Hongrie | Portugal |

| Hongrie :       |    |                    |     |     |
|                 |    |                    |     |     |
| Gardien de but  | 1  | Gábor Király       |     |     |
|                 | 2  | Ádám Lang          |     |     |
|                 | 3  | Mihály Korhut      |     |     |
|                 | 6  | Ákos Elek          |     |     |
|                 | 7  | Balázs Dzsudzsák 0 | 56e |     |
|                 | 9  | Ádám Szalai        |     | 71e |
|                 | 10 | Zoltán Gera        | 34e | 46e |
|                 | 14 | Gergő Lovrencsics  |     | 83e |
|                 | 16 | Ádám Pintér        |     |     |
|                 | 20 | Richárd Guzmics    | 13e |     |
|                 | 23 | Roland Juhász      | 28e |     |
| Remplaçants :   |    |                    |     |     |
|                 | 21 | Barnabás Bese      |     | 46e |
|                 | 11 | Krisztián Németh   |     | 71e |
|                 | 18 | Zoltán Stieber     |     | 83e |
| Sélectionneur : |    |                    |     |     |
| Bernd Storck    |    |                    |     |     |

| Portugal :      |    |                   |     |
|                 |    |                   |     |
| Gardien de but  | 1  | Rui Patrício      |     |
|                 | 3  | Pepe              |     |
|                 | 6  | Ricardo Carvalho  |     |
|                 | 7  | Cristiano Ronaldo |     |
|                 | 8  | João Moutinho     | 46e |
|                 | 10 | João Mário        |     |
|                 | 11 | Vieirinha         |     |
|                 | 14 | William Carvalho  |     |
|                 | 15 | André Gomes       | 61e |
|                 | 17 | Nani              | 81e |
|                 | 19 | Eliseu            |     |
| Remplaçants :   |    |                   |     |
|                 | 16 | Renato Sanches    | 46e |
|                 | 20 | Ricardo Quaresma  | 61e |
|                 | 13 | Danilo            | 81e |
| Sélectionneur : |    |                   |     |
| Fernando Santos |    |                   |     |

| Assistants : Michael Mullarkey Stephen Child Quatrième arbitre : Aleksei Kulbakov Arbitres assistants additionnels : Michael Oliver Craig Pawson Homme du match : Cristiano Ronaldo |

## Homme du match
| Match | Résultats | Résultats | Résultats | Homme du match      |
| ----- | --------- | --------- | --------- | ------------------- |
| 11    | Autriche  | 0 - 2     | Hongrie   | László Kleinheisler |
| 12    | Portugal  | 1 - 1     | Islande   | Nani                |
| 23    | Islande   | 1 - 1     | Hongrie   | Kolbeinn Sigþórsson |
| 24    | Portugal  | 0 - 0     | Autriche  | João Moutinho       |
| 33    | Islande   | 2 - 1     | Autriche  | Kári Árnason        |
| 34    | Hongrie   | 3 - 3     | Portugal  | Cristiano Ronaldo   |

Le gardien de but Haldorsson est désigné meilleur joueur de la Poule F.

## Buteurs et passeurs
| 2 buts - Balázs Dzsudzsák - Nani - Cristiano Ronaldo 1 but - Alessandro Schöpf - Zoltán Gera - Zoltán Stieber - Ádám Szalai - Birkir Bjarnason - Jón Daði Böðvarsson - Gylfi Sigurðsson - Arnór Ingvi Traustason 1 but contre son camp - Birkir Sævarsson (face à la Hongrie) | 1 passe - David Alaba - László Kleinheisler - Nemanja Nikolić - Tamás Priskin - Kári Árnason - Teddy Bjarnason - Jóhann Berg Guðmundsson - André Gomes - João Mário - Ricardo Quaresma - Cristiano Ronaldo |